# Савёловская (станция метро, Серпуховско-Тимирязевская линия)
«Савёловская» — станция Московского метрополитена на Серпуховско-Тимирязевской линии. Связана пересадкой с одноимённой станцией на Большой кольцевой линии. Расположена на границе района Марьина Роща и Бутырского района (СВАО). Открыта 31 декабря 1988 года в составе участка «Чеховская» — «Савёловская». Пилонная трёхсводчатая станция глубокого заложения с одной островной платформой.

## История
Станция открыта 31 декабря 1988 в составе участка «Чеховская» — «Савёловская», после ввода в эксплуатацию которого в Московском метрополитене стало 138 станций. В проекте станция носила название «Савёловский вокзал», по располагающемуся рядом Савёловскому вокзалу. Но перед запуском было принято решение упростить название на «Савёловская» с целью снизить топонимическую нагрузку.

## Архитектура и оформление
Пилонная трёхсводчатая станция глубокого заложения (52 метра) с одной островной платформой. Сооружена по проекту архитекторов Н. И. Шумакова и Н. В. Шурыгиной. Пилоны отделаны светлым мрамором и рассечены узкими прорезями, выложенными серым крупнозернистым гранитом. Пол выложен серым гранитом. Путевые стены отделаны светлым мрамором. Эскалаторы находятся с северной стороны зала, на противоположной стороне находится тупик.
На каждой путевой стене размещено по 4 смальтовых мозаики, схематично иллюстрирующие историю железнодорожного транспорта. Сюжеты на панно расположены в одной и той же последовательности, но на разных путевых стенах различается цветовая гамма. Художники: Н. И. Андронов, Ю. Л. Родин, В. Л. Родин, Ю. А. Шишков.

## Расположение и вестибюли
Наземных вестибюлей нет, вход в подземный вестибюль «Савёловской» осуществляется через подземные переходы с площади Савёловского Вокзала. Станция метро располагается около Савёловской эстакады — многоуровневой транспортной развязки улиц Нижняя Масловка, Сущёвский Вал (входят в Третье транспортное кольцо), Бутырская, Новослободская.

### Второй выход
Изначально станция планировалась с двумя эскалаторными наклонами. Южный трёхленточный эскалаторный наклон должен был находиться в конце Новослободской улицы. Южный подземный вестибюль должен был быть встроен в существующий подземный пешеходный переход. Второй выход планировалось открыть в 1991 году. Планировка южного вестибюля схожа с планировкой северного. Вход на станцию проектировался в левых дверях (со стороны перехода), а выход — в правых.

### Транспортно-пересадочный узел
На базе станции организован транспортно-пересадочный узел. Его ввод состоял в два этапа: первый завершён с открытием станции метро «Савёловская» Большой кольцевой линии 30 декабря 2018 года, второй этап с вводом Белорусско-Савёловского диаметра МЦД объединил пассажиропотоки Белорусского и Савёловского направлений Московской железной дороги с Савёловского вокзала и, в перспективе, платформы Савёловская, двух станций метро и наземного транспорта, кроме того в его составе будет построена гостиница на 13 тысяч м². Расчётный пассажиропоток транспортно-пересадочного узла — четверть миллиона пассажиров в сутки и до 28 тысяч человек в час пик. В рамках работ по организации ТПУ проведена реконструкция площади Савёловского Вокзала, построены перроны высадки-посадки пассажиров наземного транспорта и подземный пешеходный переход, интегрированный с существующим.

## Наземный общественный транспорт

### Городской
На этой станции можно пересесть на следующие маршруты городского пассажирского транспорта:
- Автобусы: м32, м40, 72, 379, 382, 384, 384к, 427, 447, 466, с482, с543, т29, т78, н10

### Областной
- 415 Дубна — Метро «Савёловская»

## Путевое развитие
С севера к станционным путям примыкает 3-й станционный путь, используемый для ночного отстоя. Далее от него отходит соединительная ветвь на станцию «Савёловская» Большой кольцевой линии. Ранее тупик использовался для ночного отстоя поездов и их оборота, когда станция в 1988—1991 годах являлась конечной.

## Станция в цифрах
В марте 2002 года пассажиропоток по входу составлял 63 600 человек.
Пикет ПК038+35,63. Код станции — 136. Буквенный код — Св.
- Таблица времени прохождения первого поезда через станцию[8]:

| По чётным числам                  | Будние дни | Выходные дни |
| По нечётным числам                | Будние дни | Выходные дни |
| В сторону станции «Дмитровская»   | 06:00      | 06:00        |
| В сторону станции «Дмитровская»   | 06:00      | 06:00        |
| В сторону станции «Менделеевская» | 05:38      | 05:42        |
| В сторону станции «Менделеевская» | 05:38      | 05:41        |

## Галерея
| - Путевая стена - Южный торец - Поезд на станции - Вечерний час пик |

| - Мозаичные панно (путь 1) - Локомотив, везущий состав через лес и по мосту через реку - Пригородный электропоезд на станции - Конка, запряжённая 5 лошадьми - Старинный паровоз, пароход, жеребёнок |

| - Мозаичные панно (путь 2) - Старинный паровоз, пароход, жеребёнок - Конка, запряжённая 5 лошадьми - Пригородный электропоезд на станции - Локомотив, везущий состав через лес и по мосту через реку |

| - Проход к эскалатору на выход - Разбегающиеся рельсы |